# XX век
XX (двадца́тый) век  по григорианскому календарю — век с 1 января 1901 года по 31 декабря 2000 года. Это 10-й век 2-го тысячелетия.  Закончился 25 лет назад.
В первой половине XX века произошли две Мировые войны и ряд революций, радикально изменивших мир и приведших к распаду ряда империй. Вторая половина XX века характеризуется прорывом в освоении космоса и развитии технологий, а также Холодной войной между капиталистическими и социалистическими странами. XX век принёс переломный прогресс в мировоззрении в результате изменений в экономике, политике, геополитике, культуре, науке, технике и медицине.
Главным экономическим результатом века стал переход к массовому машинному производству товаров из естественных и синтетических материалов, создание конвейерных производственных линий и заводов-автоматов. Параллельно совершилась научно-техническая революция, перевёдшая экономику всего мира в постиндустриальную стадию капитализма и прошедшая три основных фазы:

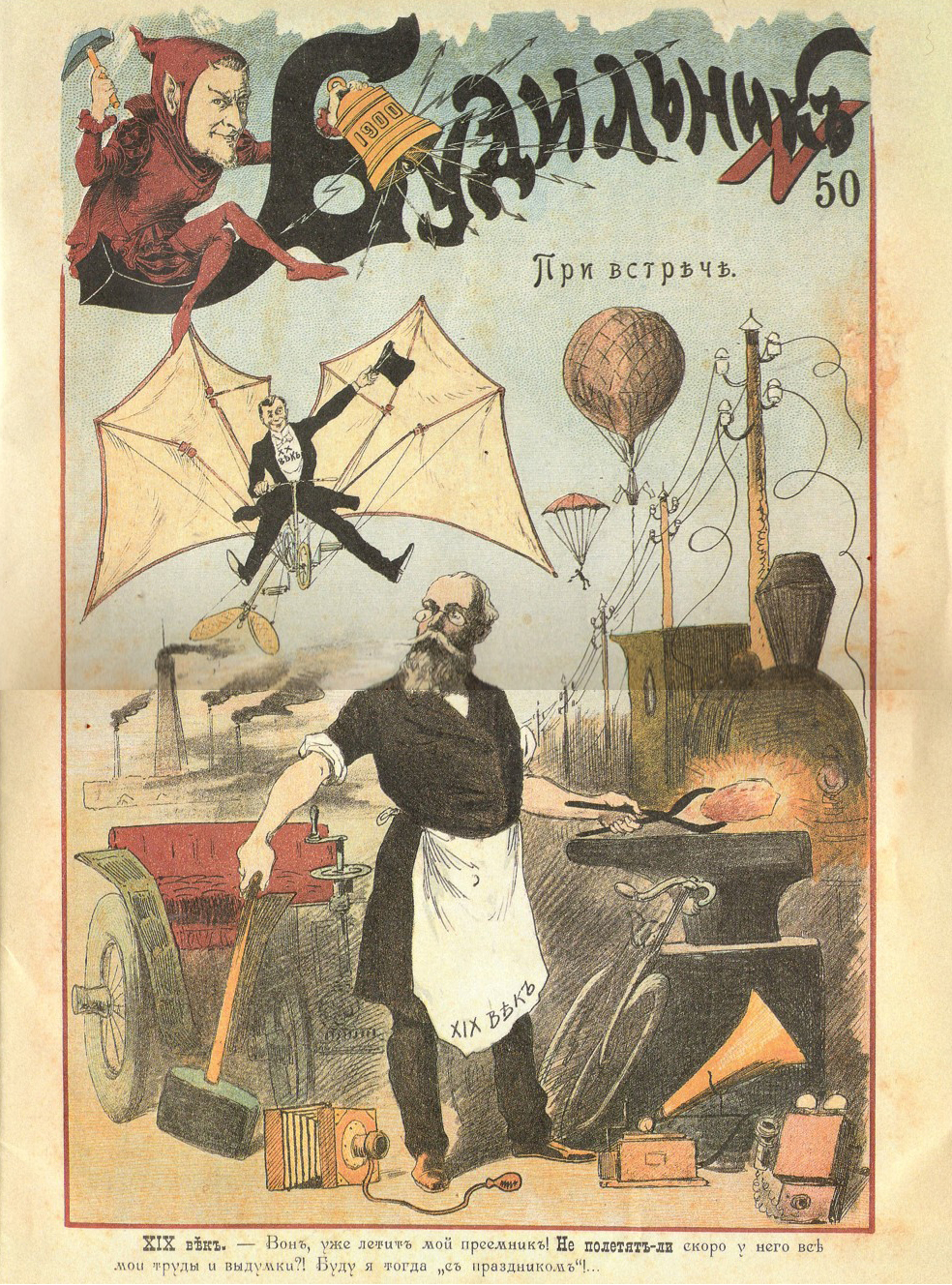
Воздушный XX век летит на смену XIX кузнечно-паровозному. Обложка журнала «Будильник», 1900 год

- первая (транспортно-коммуникационная) фаза научно-технической революции (автотранспорт, авиация, радио, телевидение), создание индустрии оружия (пулемёты, танки, химическое оружие);
- вторая (химическая) фаза научно-технической революции: создание химической и медицинской индустрии (удобрения, синтетические материалы и лекарства, пластмассы, термоядерное оружие).
- третья (информационно-кибернетическая) фаза научно-технической революции: (космонавтика, электронно-вычислительная техника), создание индустрии развлечений (кино и спортивные зрелища), рост сферы услуг.

Цикличность мирового общественного производства, возникшая в предыдущем веке, сохранилась и в XX веке: мировые финансово-экономические кризисы (рецессии, спады) настигали индустриально развитые страны в 1907, 1914, 1920—1921, 1929—1933 (великая депрессия), 1937—1938, 1948—1949, 1953—1954, 1957—1958, 1960—1961, 1969—1971, 1973—1975, 1979—1982, 1990—1993, 1998—1999 гг., приводя к абсолютному падению производства, сокращению капитальных вложений, росту безработицы, увеличению количества банкротств фирм, падению курса акций и другим экономическим кризисам.

## Политика
В политической области от колониальных аграрных империй XIX века мир перешёл к индустриальным республиканским государствам. Глобальной политической катастрофой стала военно-революционная эпоха первой половины XX века — период революционных изменений в крупнейших мировых державах и связанных с этим гражданских, межгосударственных и межкоалиционных войн 1904—1950 (включает Русско-японскую войну 1904—1905, Русскую революцию 1905—1907, Иранскую революцию 1905—1911, Младотурецкую революцию 1908, Мексиканскую революцию 1910—1917, Синьхайскую революцию и гражданскую войну в Китае 1927—1950, Итало-Турецкую войну 1911—1912, Балканские войны 1912—1913, межкоалиционную Первую мировую войну 1914—1918, Великую Российскую революцию и гражданскую войну в России 1917—1923, революции в Германской, Австро-венгерской и Османской империях 1918, межвоенный период в Европе 1918—1939, Испанскую революцию и гражданскую войну в Испании 1931—1939, Японско-Китайскую 1931—1945 и межкоалиционную Вторую мировую войну 1939—1945). Быстрый технологический прогресс позволил довести средства войны до беспрецедентного уровня разрушения. Вторая мировая война привела к массовой гибели гражданского населения в результате воздушных бомбардировок и геноцида «неарийских» народов. В 1945 году Хиросима и Нагасаки были подвергнуты ядерной бомбардировке. Войны унесли жизни около 90 миллионов человек (Первая мировая война — более 20 млн, гражданские войны и голод в Китае и России — более 10 млн, Вторая мировая — около 60 млн). Основными политическими событиями столетия стали:
1. Распад Османской, Китайской, Австро-Венгерской, Германской и Российской империй в ходе Первой мировой войны.
2. Создание Лиги наций, образование Союза Советских Социалистических Республик, нацистской Германии, фашистской Италии, становление милитаризма в Японской империи; Великая депрессия в межвоенный период.
3. Гибель нацистской Германии, фашистской Италии и Японской империи и создание мировым сообществом в качестве средства предотвращения будущих мировых войн Организации Объединённых Наций в ходе Второй мировой войны.
4. Холодная война (политическое противостояние США и СССР после падения Российской империи и Второй мировой войны).
5. Возникновение разделённых наций в Германии, Корее, Китае, Вьетнаме и Йемене, и их борьба за воссоединение.
6. Воссоздание еврейского государства Израиль в Палестине и связанный с этим многолетний ближневосточный конфликт.
7. Образование социалистической Китайской Народной Республики и Республики Китай на Тайване.
8. Крушение колониальных империй и конец колониализма, который привёл к провозглашению независимости многих африканских, азиатских и американских стран.
9. Европейская интеграция, начавшаяся в 1950-е годы и приведшая к Европейскому союзу, который в конце столетия объединял 15 стран.
10. Демократические революции 1989 года в восточной Европе и распад СССР в 1991 году.

В результате этих событий почти все великие державы начала века перестали существовать, только Соединённые Штаты Америки приобрели и сохранили до конца века свой статус сверхдержавы.
Экономические и политические потрясения Европы в первой половине века привели к возникновению тоталитарных идеологий нескольких типов: в Италии — фашизма, в России — коммунизма, а в Германии после Великой депрессии в 1930-е годы — нацизма. После победы Советского Союза во Второй мировой войне, коммунизм стал одной из основных мировых идеологий, получившей статус государственной в странах Восточной Европы, в Китае, на Кубе и в некоторых странах Азии и Африки. Развитие коммунистической идеологии привело к беспрецедентному росту атеизма и агностицизма в мире, а также падению авторитета традиционных религий. В конце века после падения большинства коммунистических диктатур была реанимирована политическая активность христианских и исламских фундаменталистов, Римского понтифика и Далай-Ламы.
В социальной области в течение XX века получили распространение идеи о равенстве прав всех людей Земли независимо от их пола, роста, возраста, национальности, расы, языка или вероисповедания. Восьмичасовой рабочий день стал законодательной нормой большинства развитых стран. С появлением новых средств контроля за рождаемостью стали более независимыми женщины. После десятилетий борьбы все западные страны предоставили им право голоса.
Массовыми общественными движениями XX века стали:
- движение социализма и коммунизма в СССР, Китае и странах ОВД;
- движение нацизма в Германии, расизма в США и фашизма в Италии;
- движение милитаризма в Японии;
- движение гражданского неповиновения в Индии;
- движение за демократию в США;
- движение против апартеида в Южной Африке;

XX век принёс в сознание человечества такие термины, как мировая война, терроризм, ядерная война. Ракетное термоядерное оружие, возникшее во время «Холодной войны» предоставило человечеству средство полного самоуничтожения. Средства массовой информации, телекоммуникаций и информационных технологий (радио, телевидение, покетбуки в мягкой обложке, персональные компьютеры и Интернет) сделали знания более доступными для людей. Кино, литература, популярная музыка стали доступны в любой точке земного шара. Одновременно средства массовой информации стали в XX веке средством пропаганды политиков против идеологического противника.

## Культура
В результате достижения США мирового лидерства по всему миру распространилась американская культура, несомая фильмами Голливуда и музыкальными постановками Бродвея. В начале века популярными в США стали блюз и джаз, которые сохраняли своё господство в музыке до появления рок-н-ролла в 1950-х годах. Во второй половине века ведущим направлением в популярной музыке стал рок — конгломерат различных стилей и направлений (хеви-метал, панк-рок), поп-музыка, электронная музыка и хип-хоп. В качестве музыкальных инструментов начали широко использоваться синтезаторы и электронные инструменты. После Первой мировой войны в литературе беспрецедентную популярность получил жанр детектива, после Второй мировой войны — научная фантастика и фэнтези. Визуальная культура стала доминирующей не только в кино и телевидении, но проникла в литературу в виде комиксов. Огромное значение в кино приобрела мультипликация, в частности в её компьютерных вариантах. В изобразительном искусстве получили развитие экспрессионизм, дадаизм, кубизм, абстракционизм и сюрреализм. Начавшие свою деятельность в стиле модернизма архитекторы XX века после многочисленных потрясений и разрушений мировых войн, а также ввиду развития строительной индустрии, возникшей на основе применения стандартных железобетонных изделий, вынуждены были отказаться от украшательства и перейти к упрощению форм. Однако в США, в межвоенных Германии и СССР продолжали развиваться архитектура и монументальное искусство. Значительно увеличилась в XX веке популярность спорта, превратившегося в массовое зрелище благодаря развитию международного Олимпийского движения и поддержке правительств тоталитарных государств. Компьютерные игры и интернет-сёрфинг стали новой и популярной формой развлечения в течение последней четверти XX столетия. К концу века в большинстве стран мира господствовал американский стиль жизни: английский язык, рок-н-ролл, поп-музыка, фаст-фуд, супермаркеты и видеосалоны с американскими фильмами. Повышение уровня информированности людей вызвало широкие дискуссии по поводу воздействия на человечество окружающей среды и о глобальном изменении климата, начавшемся в 1990-х годах.

## Наука и техника
Огромные изменения в XX веке произошли в науке, которая из развлечения одиночек превратилась в главную производительную силу общества. В межвоенный период в математике были сформулированы и доказаны теоремы Гёделя о неполноте, а изобретение машины Тьюринга позволило заложить основы создания и применения вычислительной техники. Само применение вычислительной техники во второй половине XX века изменило характер математических вычислений, заставив математиков отказаться от методов классического математического анализа и перейти к методам дискретной прикладной математики. В течение первой половины XX века были созданы новые области физики: специальная теория относительности, общая теория относительности и квантовая механика, которые радикально изменили мировоззрение учёных, дав им понять, что Вселенная фантастически более сложна, чем это представлялось в конце XIX века. Было установлено, что все известные силы можно объяснить в рамках четырёх фундаментальных взаимодействий, два из которых — электромагнитное взаимодействие и слабое взаимодействие — являются двумя разными проявлениями единого электрослабого взаимодействия, помимо которого существуют также сильное взаимодействие (наряду с электрослабым составляющее стандартную модель элементарных частиц) и гравитационное взаимодействие, единственное, которое не удалось проквантовать к концу века. Открытие ядерных реакций и ядерного синтеза позволило решить вопрос об источнике энергии звёзд. Была предложена теория Большого взрыва и определён возраст Вселенной и Солнечной системы, включая Землю. Были открыты принципиально новые космические объекты, такие, как квазары, пульсары, нейтронные звёзды, чёрные дыры, а также реликтовое излучение — дошедшее до нас тепловое излучение Большого взрыва. Космические аппараты, долетевшие до орбиты Нептуна позволили глубже изучить Солнечную систему и доказать отсутствие разумной жизни на её планетах и их спутниках. В геологии мощный метод для определения возраста древних животных и растений, а также исторических объектов дал изотопный метод анализа. Теория глобальной тектоники совершила революцию в геологии, доказав мобильность земных материков. В биологии получила признание генетика. В 1953 году была определена структура ДНК, а в 1996 был проведён первый опыт клонирования млекопитающих. Селекция новых сортов растений и развитие индустрии минеральных удобрений привели к существенному повышению урожайности аграрных культур. Кроме сельскохозяйственных удобрений, благодаря невиданному развитию химии, в жизнь вошли новые материалы: нержавеющие стали, пластмассы, полиэтиленовая плёнка, липучка и синтетические ткани. Тысячи химических веществ были разработаны для промышленной переработки и домашнего использования.
Наиболее значительными изобретениями, вошедшими в жизнь в XX веке, стали электрические лампочки, автомобиль и телефон, супертанкеры, самолёты, космические корабли, автомагистрали, радио, телевидение, Интернет, антибиотики, холодильники и замороженные продукты, компьютеры, микрокомпьютеры и мобильные телефоны. Совершенствование двигателя внутреннего сгорания позволило создать в 1903 первый самолёт, а создание конвейерной сборочной линии позволило сделать выгодным массовое производство автомобилей. Транспорт, тысячелетиями основанный на конной тяге, был на протяжении XX века заменён на грузовые автомобили и автобусы, что стало возможным благодаря крупномасштабной эксплуатации ископаемого топлива. После разработки в середине века реактивных авиационных двигателей была создана возможность коммерчески выгодных массовых воздушных перевозок. Человечество покорило воздушный океан и получило возможности изучать космическое пространство. Соревнование за космос между Соединёнными Штатами и Советским Союзом привело к первым полётам человека в космос и высадке человека на Луну. Беспилотные космические зонды стали практическим и относительно недорогим видом разведки и телекоммуникаций. Они посетили Меркурий, Венеру, Марс, Юпитер, Сатурн, Уран, Нептун, различные астероиды и кометы. Космический телескоп, запущенный в 1990, значительно расширил наше понимание Вселенной. Алюминий в XX веке резко подешевел и стал вторым по распространённости после железа. Изобретение транзистора и интегральных схем совершило революцию в мире компьютеров, что привело к распространению персональных компьютеров и сотовых телефонов. В XX веке появилось и распространилось большое количество видов бытовой техники, чему способствовали рост производства электроэнергии и благосостояния населения. Уже в первой половине века стали популярны стиральные машины, холодильники, морозильники, радиоприёмники, электрические печи и пылесосы. В середине XX века появились телевизионные приёмники и аудиомагнитофоны, а в конце — видеомагнитофоны, микроволновые печи, персональные компьютеры, музыкальные и видеоплееры, возникло кабельное и цифровое телевидение. Распространение Интернета позволило оцифровать музыку и видеозаписи.

## Медицина
Инфекционные заболевания, в том числе чёрная оспа, испанский грипп и другие вирусные инфекции: гриппа, чума, холера, тиф, туберкулёз, малярия, прочие особо опасные, известные и малоизвестные вирусные инфекции убили за XX век до миллиарда человек (см. Пандемии), а в конце века было обнаружено новое вирусное заболевание, СПИД (ВИЧ), которое возникло в Африке. Тем не менее в конце XX века инфекционные болезни впервые в истории человечества уступили первенство в качестве причин смерти заболеваниям сердечно-сосудистой системы и злокачественным новообразованиям. Медицинская наука и революционные достижения науки в сельском хозяйстве привели к увеличению мирового населения с полутора до шести миллиардов человек, хотя противозачаточные средства позволили снизить темпы роста населения в промышленно развитых странах. В XX веке были разработаны вакцины против полиомиелита, грозившего мировой эпидемией, гриппа, дифтерии, коклюша (судорожный кашель), столбняка, кори, эпидемического паротита, краснухи (немецкой кори), ветряной оспы, гепатита. Успешное применение эпидемиологии и вакцинации привели к искоренению вируса оспы в организме человека. Однако в странах с низким уровнем дохода населения люди по-прежнему умирают преимущественно от инфекционных болезней и менее четверти населения доживает до 70 лет. В начале века мощным диагностическим инструментом для широкого спектра заболеваний, от переломов до рака, стало использование рентгеновских лучей. В 1960 году был изобретён метод компьютерной томографии. Важным средством диагностики стали ультразвуковые аппараты и метод магнитно-резонансной томографии. После создания банков крови значительное развитие получил метод переливания крови, а после изобретения иммуносупрессивных препаратов медики приступили к трансплантации органов и тканей. В результате возникли новые области хирургии, в том числе пересадки внутренних органов и хирургии сердца, для чего были разработаны электрокардиостимуляторы и искусственное сердце. Развитием производства витаминов фактически ликвидирована цинга и другие авитаминозы в индустриально развитых обществах. Созданные в середине XX века антибиотики резко сократили смертность от бактериальных заболеваний. Для лечения нервно-психических заболеваний были разработаны психотропные средства и антидепрессанты. Синтез инсулина способствовал повышению средней продолжительности жизни диабетиков в три раза. Достижения в области медицинской техники и улучшение благосостояния многих людей позволили увеличить среднюю продолжительность жизни в XX веке с 35 до 65 лет. Население Земли увеличилось почти в 4 раза.

## Основные события
- 8 февраля 1904 — 27 июля 1905 — Русско-японская война[1]. Начало Первой русской революции.
- 10 октября 1911 — 12 февраля 1912 года — Синьхайская революция.
- 1912 — 1913 года — Балканские Войны.
- 28 июня 1914 года — Убийство Франца Фердинанда, июльский кризис.
- 1 августа 1914 — 11 ноября 1918 года — Первая мировая война.
- 8 марта 1917 — 7 ноября 1917 — Февральская революция, отречение Николая II от престола[2], создание Временного правительства[3], Октябрьская революция[4].
- 17 мая 1918 — 25 октября 1922 — Гражданская война в России.
- 17 июля 1918 — расстрел царской семьи[5].
- 1918 — 1920 года — эпидемия Испанского гриппа.
- 10 января 1920 — основание Лиги Наций[6].
- 1920—1929 — «ревущие двадцатые» в США и Западной Европе после Первой мировой войны.
- 30 декабря 1922 — основание СССР[7].
- 1927 — 1950 года — Гражданская война в Китае.
- 1929 г. — 1939 г. — Великая депрессия в США[8].
- конец 1920-х — начало 1950-х — период Сталинизма в Советском Союзе[9].
- 1933 — приход Гитлера и нацистов ко власти, превращение Веймарской республики в Нацистскую Германию.
- 1 сентября 1939 — 2 сентября 1945 — Вторая мировая война[10].
- 24 октября 1945 — основание ООН[11].
- 19 апреля 1946 — роспуск Лиги Наций[12].
- 4 апреля 1949 — основание НАТО по инициативе США[13].
- 1 октября 1949 года — основание КНР.
- 25 июня 1950 — 27 июля 1953 — Корейская война[14].
- 14 мая 1955 — основание Варшавского договора[15].
- 1 ноября 1955 — 30 апреля 1975 года — Война во Вьетнаме.
- 12 апреля 1961 —  первый пилотируемый полёт в космос, совершённый советским космонавтом Юрием Гагариным[16].
- 1966 г. — 1976 г. — Культурная революция в Китае[17].
- 16 июля 1969 — 24 июля 1969 — полёт американского космического аппарата «Аполлон-11» на Луну во главе с Нилом Армстронгом, что ознаменовало победу США в лунной гонке против СССР.
- 1978 — политика реформ и открытости в Китае, начало превращения китайской экономики в одну из мощнейших экономик мира.
- 24 декабря 1979 — 15 февраля 1989 — Афганская война[18].
- 1981 год — начало эпидемии СПИДа[19].
- 26 апреля 1986 — Чернобыльская авария[20].
- 1989 — антикоммунистические революции в Восточной Европе.
- 2 августа 1990 — 28 февраля 1991 года — Война в Персидском заливе.
- 3 октября 1990 — воссоединение Германии[21].
- 1 июля 1991 — прекращение действия Варшавского договора[22].
- 8 декабря 1991 — основание СНГ.
- 26 декабря 1991 — распад СССР[23].
- 1990-е годы — «лихие девяностые» в России.
- 14 февраля 1992 — основание ОДКБ[24].
- 1 января 1993 год — распад Чехословакии[25].
- 11 декабря 1994 — 31 августа 1996 — Первая чеченская война в России[26].
- 6 сентября 1997 — похороны принцессы Дианы.
- 1998 год — дефолт в России[27].
- 1999 год — операция НАТО против Югославии[28].
- 7 августа 1999 — 20 апреля 2000 года — Вторая чеченская война, становление политической фигуры Владимира Путина в России.
- 31 декабря 1999 года — отставка первого президента России Бориса Ельцина[29].

## Использование сочетания «XX век» в названиях

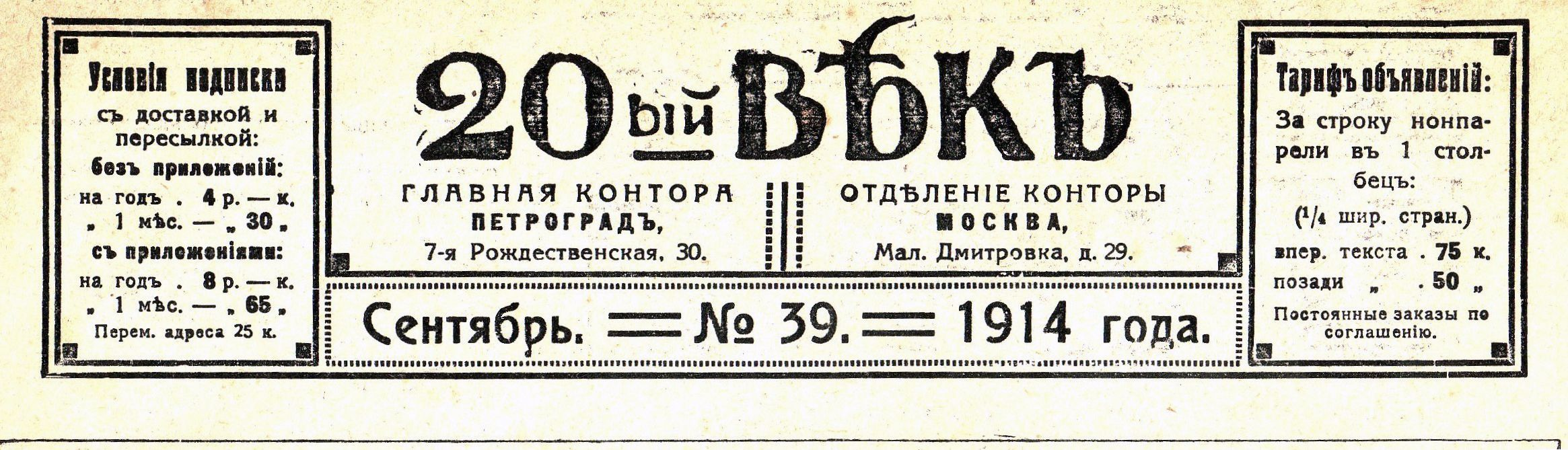
Заставка журнала «20 век», 1914 год

- В Российской империи до революции выходил еженедельный журнал «20 век».
- В Советском Союзе выходил журнал «Век XX и мир» (до 1995 года).
- В России выходит журнал «Архивы XX века».
- В США одна из крупнейших киностудий называется 20th Century Studios.
- Название популярного советского боевика — Пираты XX века.
- Двадцатый век — фильм американского режиссёра Говарда Хоукса, вышедший в 1934 году.
- Двадцатый век — фильм итальянского режиссёра Бернардо Бертолуччи, вышедший в 1976 году.
- Двадцатый век (И. Гранов — Э. Радов), Мелодия (1966).

## XX век в культуре
- В фильме «Чернокнижник 2: Армагеддон» привязанный агентом дьявола (раз в каждую тысячу лет пытающегося вторгнуться на Землю) к дереву главный герой, телекинетическим усилием включив фары автомобилей, насмешливо-яростно крикнул поверженному их светом вылезавшему из-под земли дьяволу: «Добро пожаловать в двадцатый век!».
- Действие романа Айзека Азимова «Конец Вечности» — о путешествиях во времени людей далёкого будущего — заканчивается в XX веке, где главные герои решили остаться навсегда.
- Пятая и заключительная часть серии телевизионных художественных фильмов по мотивам рассказов Артура Конан Дойля о Шерлоке Холмсе называется «XX век начинается».